# Hesperaloe funifera
Hesperaloe funifera là một loài thực vật có hoa trong họ Măng tây. Loài này được (K.Koch) Trel. mô tả khoa học đầu tiên năm 1902.

## Hình ảnh

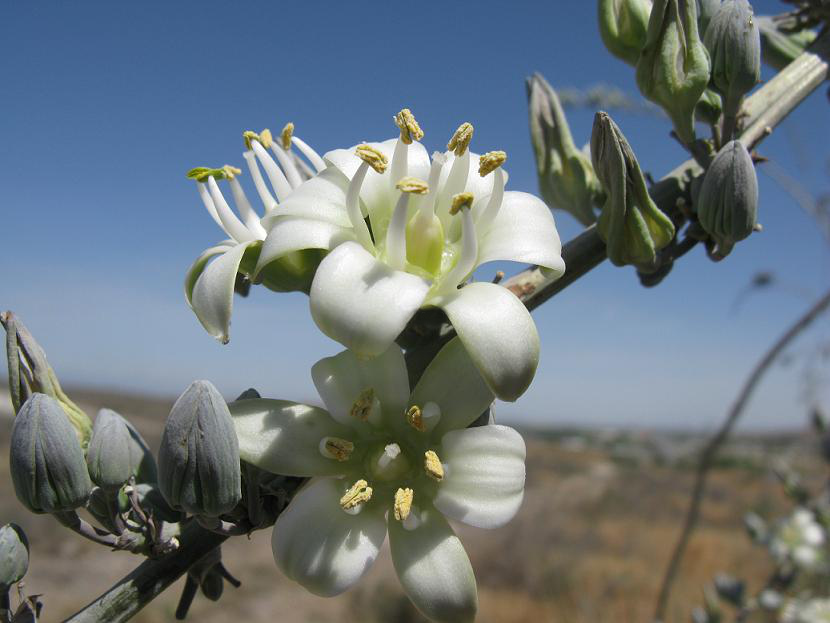
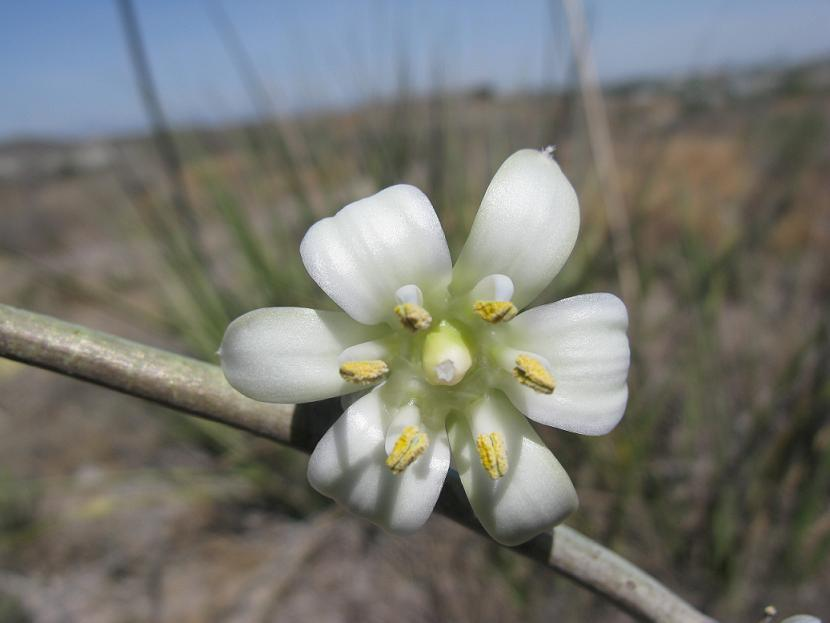
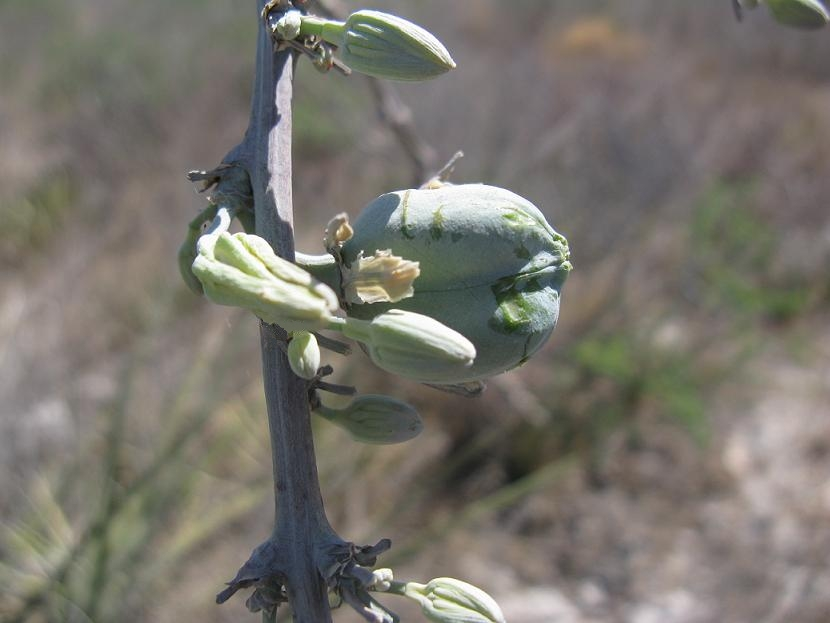
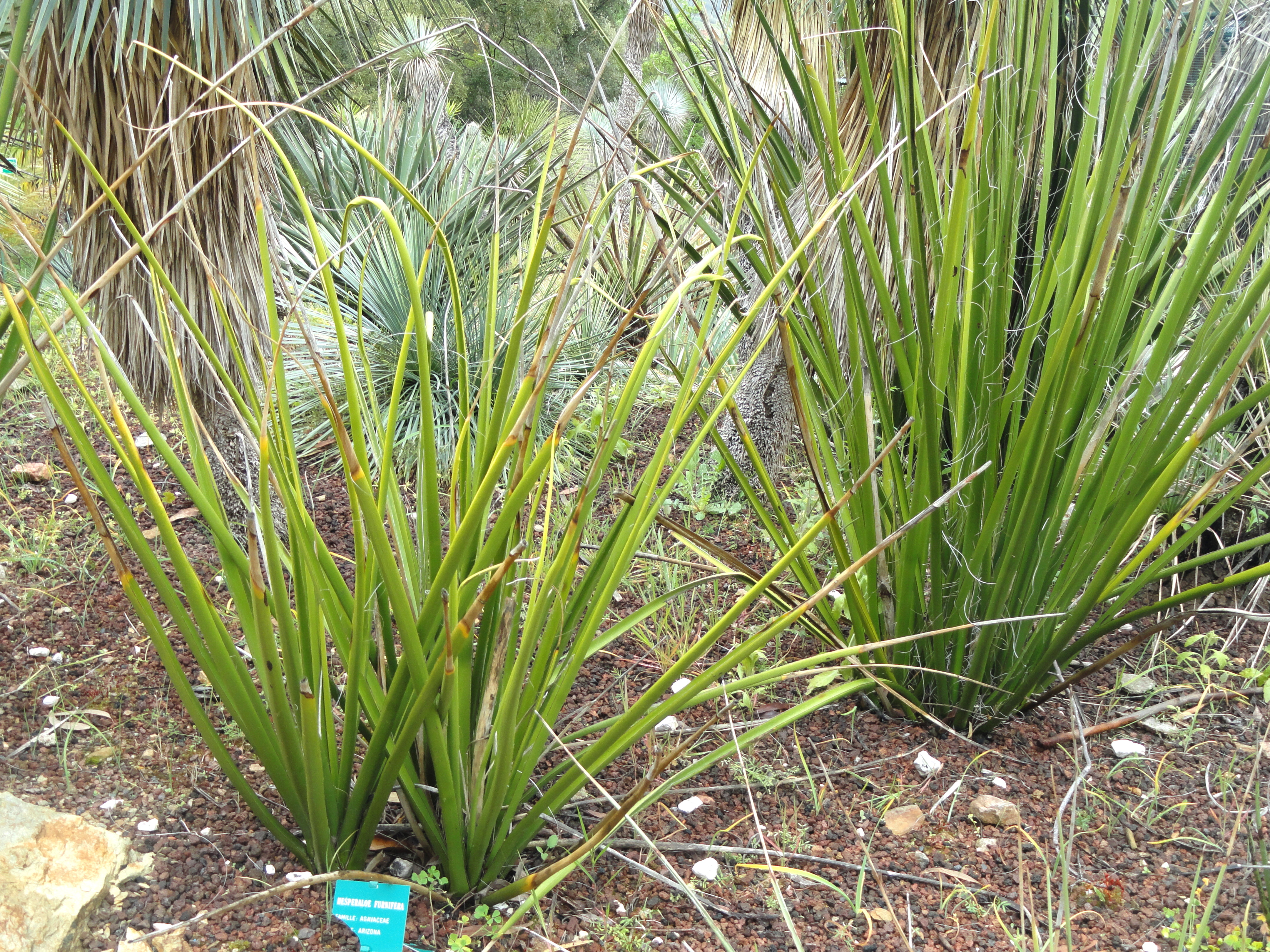